# 페르세우스자리 세타
페르세우스자리 세타는 페르세우스자리 방향에 있는, 지구에서 37광년 떨어진 항성계이다. 주성은 분광형 F7V의 황백색 왜성으로 우리 태양보다 약간 더 크고 밝지만 지구와 비슷한 행성계를 품을 수 있는 한계 내에 존재한다. 반성으로는 분광형 M1V의 적색 왜성이 있으며 주성에서 250 천문단위 떨어져 있다.